# 4ª Armata (Regio Esercito)
La 4ª Armata è stata una grande unità del Regio Esercito italiano attiva durante la prima e la seconda guerra mondiale.

## Storia

### Prima guerra mondiale
La 4ª Armata deriva dal Comando designato d'armata di Bologna, trasformato nell'ottobre 1914 nel Comando della 4ª Armata.
All'entrata in guerra dell'Regno d'Italia, il 24 maggio 1915, la 4ª Armata, al comando del tenente generale Luigi Nava e quartier generale a Vittorio Veneto, aveva alle sue dipendenze il I Corpo d'armata del tenente generale Ottavio Ragni, il IX Corpo d'armata del generale Pietro Marini e il Comando zona Carnia del tenente generale Clemente Lequio. Capo di stato maggiore dell'armata era il maggior generale Oreste Bandini.
La grande unità schierava le proprie forze dal Passo Cereda al Monte Peralba (sorgenti del Piave) su un fronte di circa 75 km e negli intenti del generale dell'esercito Luigi Cadorna, comandante supremo del Regio Esercito, doveva passare all'offensiva generale iniziando con l'espugnazione dei forti di Sexten, Landro e Valparola, con un'azione di spiccato carattere e vigore. Il primo obbiettivo delle operazioni doveva esser quello di impadronirsi alla destra del nodo di Toblach e alla sinistra dei colli circostanti al gruppo montuoso del Sella.
La 4ª Armata non riuscì a realizzare le aspettative, e il generale Nava si segnalò come il più attendista dei comandanti d'armata italiani. Alla fine del giugno 1915 Nava chiese l'esonero del generale Pietro Marini, comandante del IX Corpo d'armata, colpevole di aver occupato imprudentemente la selletta del Sasso di Stria e Cadorna, che non condivideva la stima di cui Nava era pressoché unanimemente accreditato, accettò la richiesta, ma il 25 settembre dello stesso anno esonerò anche Nava, sostituendolo con il tenente generale Mario Nicolis di Robilant.
La motivazione ufficiale fu che: nei primi quindici giorni di operazioni non ha agito con prontezza ed energia, sfruttando la sua superiorità di forze, e ha esercitato il comando con insufficiente decisione.
La 4ª Armata prese parte alla battaglia di monte Piana, una lunga e sanguinosa serie di scontri in montagna avvenute sulla sommità del monte Piana, uno dei teatri più sanguinosi e statici di tutta la guerra, facente parte del massiccio delle Dolomiti di Sesto, dove tra il 1915 e il 1917 si consumarono alcuni dei più violenti scontri tra soldati italiani e austro-ungarici che per ben due anni lottarono sulla sommità pianeggiante di questo monte.
A seguito della disfatta di Caporetto alla 4ª Armata fu ordinato dal generale Cadorna di ritirarsi nei pressi del monte Grappa, ma Nicolis di Robilant, che forse non si era reso conto della gravità della situazione, ordinò di ripiegare con un ritardo che causò la cattura di circa 11.500 uomini, intrappolati dalle forze di Otto von Below; a questo suo grave errore comunque Nicolis di Robilant rispose poco tempo dopo vincendo la prima battaglia del Piave.
Nel febbraio del 1918 Nicolis di Robilant lasciò il comando della 4ª Armata, per passare al comando della 5ª Armata, al tenente generale in comando di armata Gaetano Giardino, che si preoccupò di incrementare le difese del massiccio del Grappa, che rappresentava l'ultimo ostacolo naturale fra il fronte e la pianura veneta e di migliorare anche le comunicazioni e, soprattutto, le condizioni di vita delle truppe che difendevano la posizione, sia in trincea sia nei periodi di riposo e inoltre, nel campo dell'impiego tattico delle truppe, si preoccupò di innovare i metodi di combattimento, introducendo nella dottrina tattica della sua armata sia i reparti d'assalto sia il tiro di contropreparazione dell'artiglieria. Tale preparazione delle truppe su istruzioni tattiche più moderne fu salutare nel corso della battaglia del solstizio, quando il fronte, dopo un iniziale sbandamento, fu ripristinato utilizzando il 9º reparto d'assalto, comandato dal maggiore Giovanni Messe e all'azione congiunta delle artiglierie della 4ª e della 6ª Armata. Nel corso della battaglia di Vittorio Veneto l'Armata del Grappa, che aveva alle sue dipendenze il IX Corpo d'armata del tenente generale Emilio De Bono, il VI Corpo d'armata del tenente generale in comando di corpo d'armata Stefano Lombardi, si batté nelle operazioni che si svolsero dal 24 al 29 ottobre 1918, perdendo 25 000 uomini.
Il 18 luglio 1919 l'Armata del Grappa venne sciolta.

### Seconda guerra mondiale
Nel giugno 1938 a Roma venne costituito il Comando designato 4ª Armata, che nell'agosto 1939 divenne Comando 4ª Armata.
Il 10 giugno 1940, giorno dell'entrata in guerra dell'Regno d'Italia nel secondo conflitto mondiale la 4ª Armata, inquadrata nel Gruppo d'armate Ovest venne schierata lungo il confine francese, con il I Corpo d'armata, il IV Corpo d'armata e il Corpo d'armata alpino, controllando il settore a nord della 1ª Armata, compreso tra il Monte Rosa e il Monviso, prendendo parte in modo marginale alla campagna contro la Francia, con un'attività limitata, dal 10 al 20 giugno, a sporadiche azioni per la presa di possesso dei colli di confine e di punti di interesse tattico nella Valle dell'Arc e dell'Isère, con l'inclemenza del tempo nel particolare ambiente di alta montagna che ha ostacolato azioni di più vasto respiro. Dal 20 giugno ebbe inizio il movimento di penetrazione nel territorio nemico e vennero conseguiti progressi territoriali in particolare nel settore Moncenisio-Bardonecchia con l'occupazione della Rocca di Chardonnet e dell'abitato di Fournaux e nel settore del Monginevro espugnati i colli a nord dell'abitato. L'armistizio del 25 giugno  arrestò la 4ª Armata sulle posizioni raggiunte.
Al termine delle operazioni belliche contro la Francia le unità della 4ª Armata rimasero di presidio in Piemonte e Liguria in attesa di altro impiego operativo fino all'11 novembre 1942, quando in previsione di un possibile sbarco nemico lungo le coste meridionali della Francia, la 4ª Armata si portò in territorio francese a presidiare la zona del Delfinato, la Provenza e la Savoia, schierando il I, il XV Corpo d'armata e il XXII Corpo d'armata fra Grenoble, Marsiglia e Nizza, proseguendo nell'attività di difesa antisbarco e di presidio del sud della Francia fino all'8 settembre e cessano ogni attività il 9 settembre 1943 in conseguenza delle vicende che seguirono l'armistizio di Cassibile per essere sciolta a Caraglio in provincia di Cuneo il 12 settembre 1943.

## Comandanti
| Grado                       | Nome!                        | Dal  | Fino al |
| --------------------------- | ---------------------------- | ---- | ------- |
| Tenente generale            | Luigi Nava                   | 1914 | 1915    |
| Tenente generale            | Mario Nicolis di Robilant    | 1915 | 1918    |
| Tenente generale            | Gaetano Giardino             | 1918 | 1919    |
| Generale designato d'armata | Camillo Grossi               | 1939 | 1940    |
| Generale designato d'armata | Alfredo Guzzoni              | 1940 | 1940    |
| Generale designato d'armata | Mario Caracciolo di Feroleto | 1940 | 1941    |
| Generale designato d'armata | Mario Vercellino             | 1941 | 1943    |